# Topčider
Topčider (en serbe cyrillique : Топчидер) est un parc, une forêt et un quartier de Belgrade, la capitale de la Serbie. Il est situé dans la municipalité de Savski venac mais s'étend aussi sur les municipalités de Čukarica et de Rakovica. À proximité du centre-ville, il offre un lieu de détente et de promenade aux habitants de Belgrade. Le quartier est inscrit sur la liste des entités spatiales historico-culturelles d'importance exceptionnelle de la république de Serbie.

## Localisation
Les pentes orientales du Topčidersko brdo (« la colline de Topčider ») commencent dès Mostarska Petlja. Topčider est alors bordé par les quartiers de Senjak et de Dedinje. On y trouve la rue Topčiderski Venac et le carrefour de Topčiderska zvezda (« l'étoile de Topčider »).
Les pentes méridionales de la colline s'étendent jusque dans la vallée de la Topčiderska reka, un affluent de la Save. Ce secteur est reconnu comme la limite du quartier de Topčider.
Le parc de Topčider commence à 5 km au sud du centre-ville et s'étend à l'ouest, à l'est et au sud jusque dans la vieille forêt de Topčider qui s'étend elle-même à l'ouest jusque dans le parc forestier de Košutnjak.
À l'extrême nord-ouest, Topčider est entouré par le quartier de Careva Ćuprija et au sud-est par ceux de Lisičji potok et de Kanarevo brdo.

## Histoire

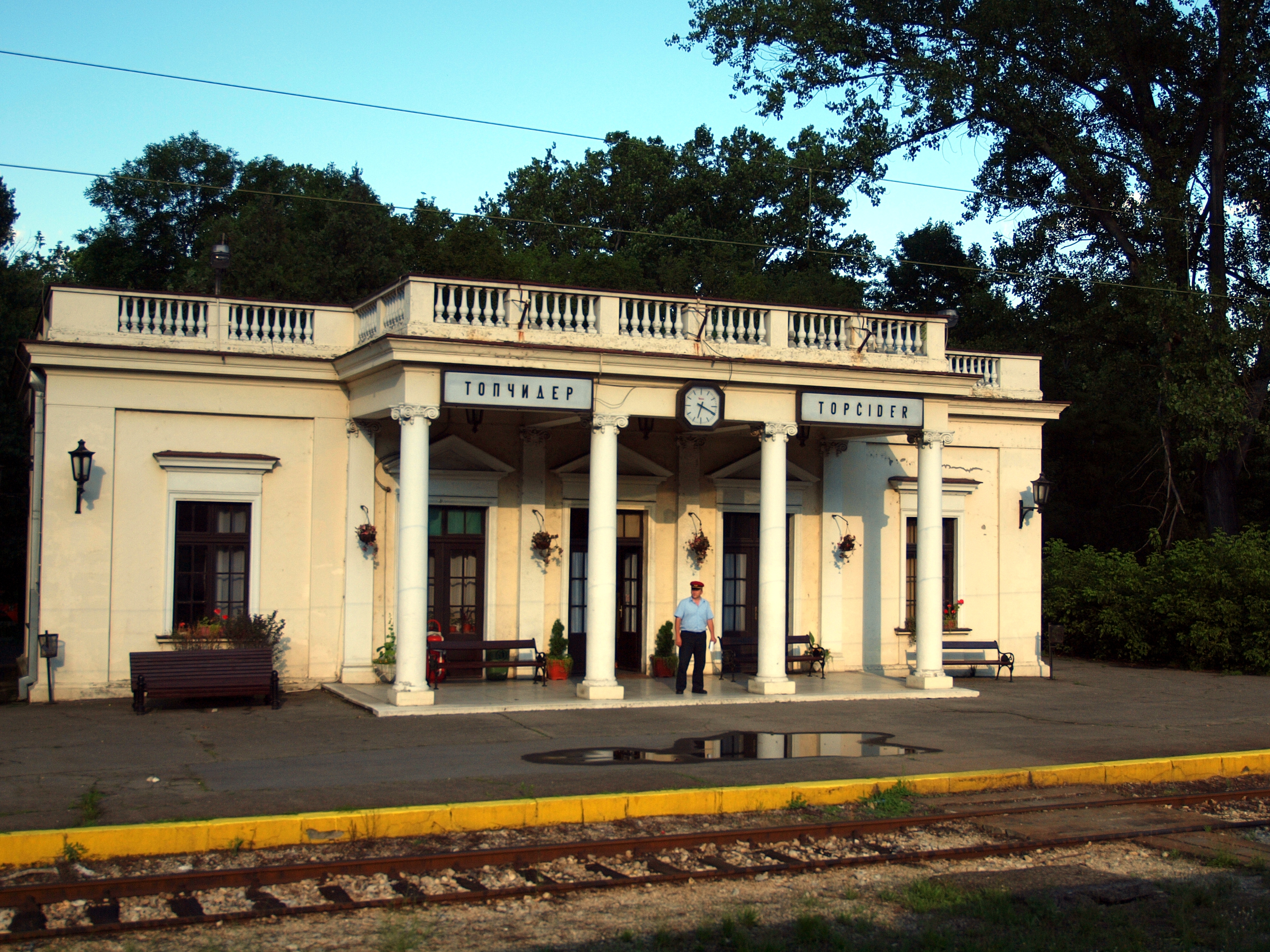
La gare de Topčider

Pendant la présence ottomane, la vallée de la Topčiderska reka et la forêt de Topčider abritaient l'artillerie turque destinée à défendre Belgrade. Le nom de Topčider rappelle cet usage militaire, puisqu'il vient du mot turc topçu, qui signifie l'« artilleur », dérivé de top, le « canon », et du mot dere, qui signifie la « vallée ». Topčider est ainsi « la vallée du canon ».
L'histoire du parc commence en 1831 quand le prince Miloš Obrenović se fit construire une résidence à cet endroit, le konak Milošev. Le parc fut conçu et réalisé par Atanasije Nikolić. En 1884, une gare fut construite à Topčider. En 1926, la colline de Topčidersko brdo fut boisée.

## Caractéristiques

### Forêt

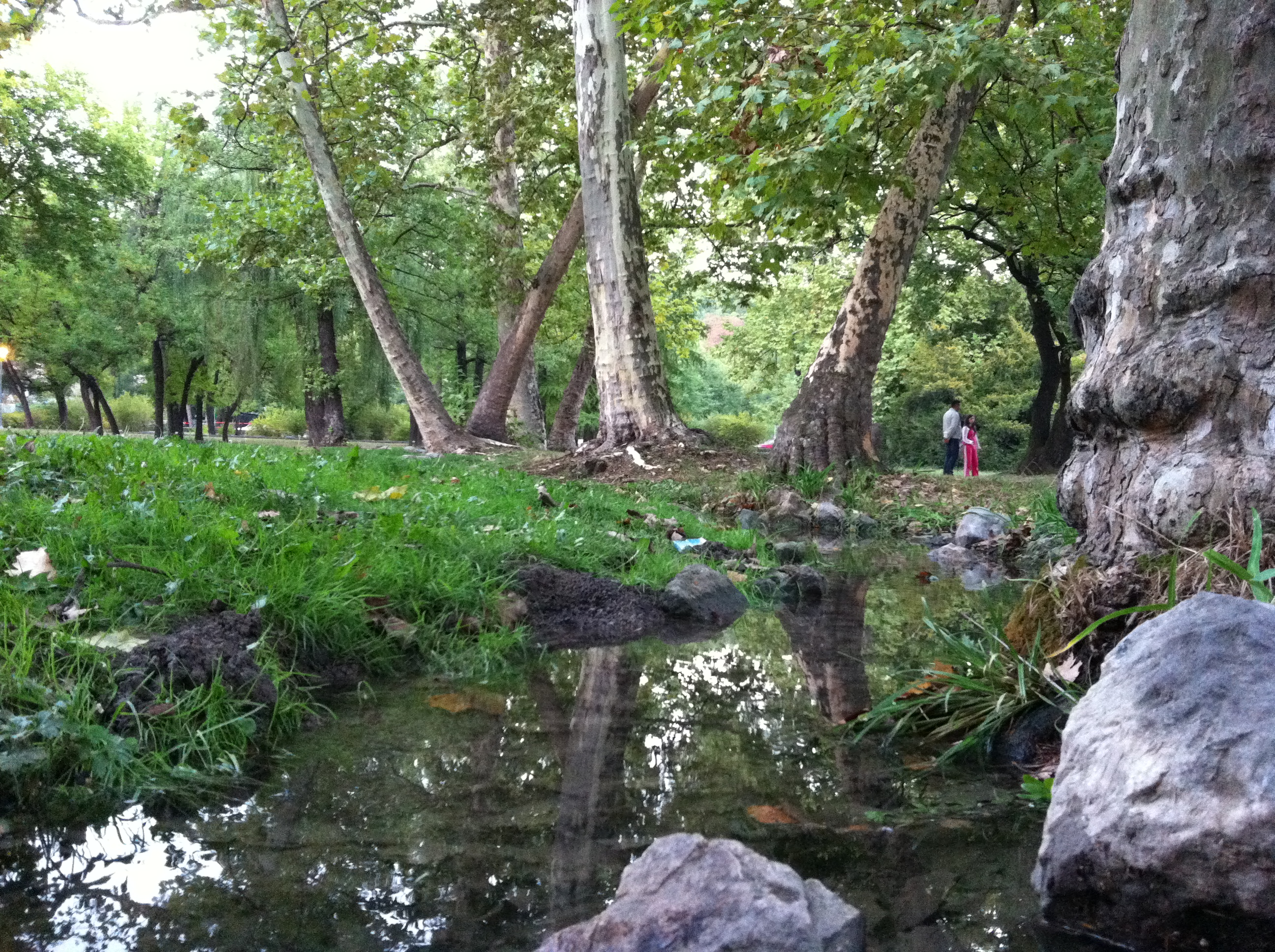
Vue de la forêt

Le parc de Topčider couvre 13 hectares. Il possède des arbres, notamment des platanes, qui figurent parmi les plus anciens d'Europe ; le plus grand d'entre eux, protégé par l'État, mesure 34 m de haut. Le parc possède également des fleurs rares, autrefois choisies par les jardiniers français du prince Miloš.

### Monuments

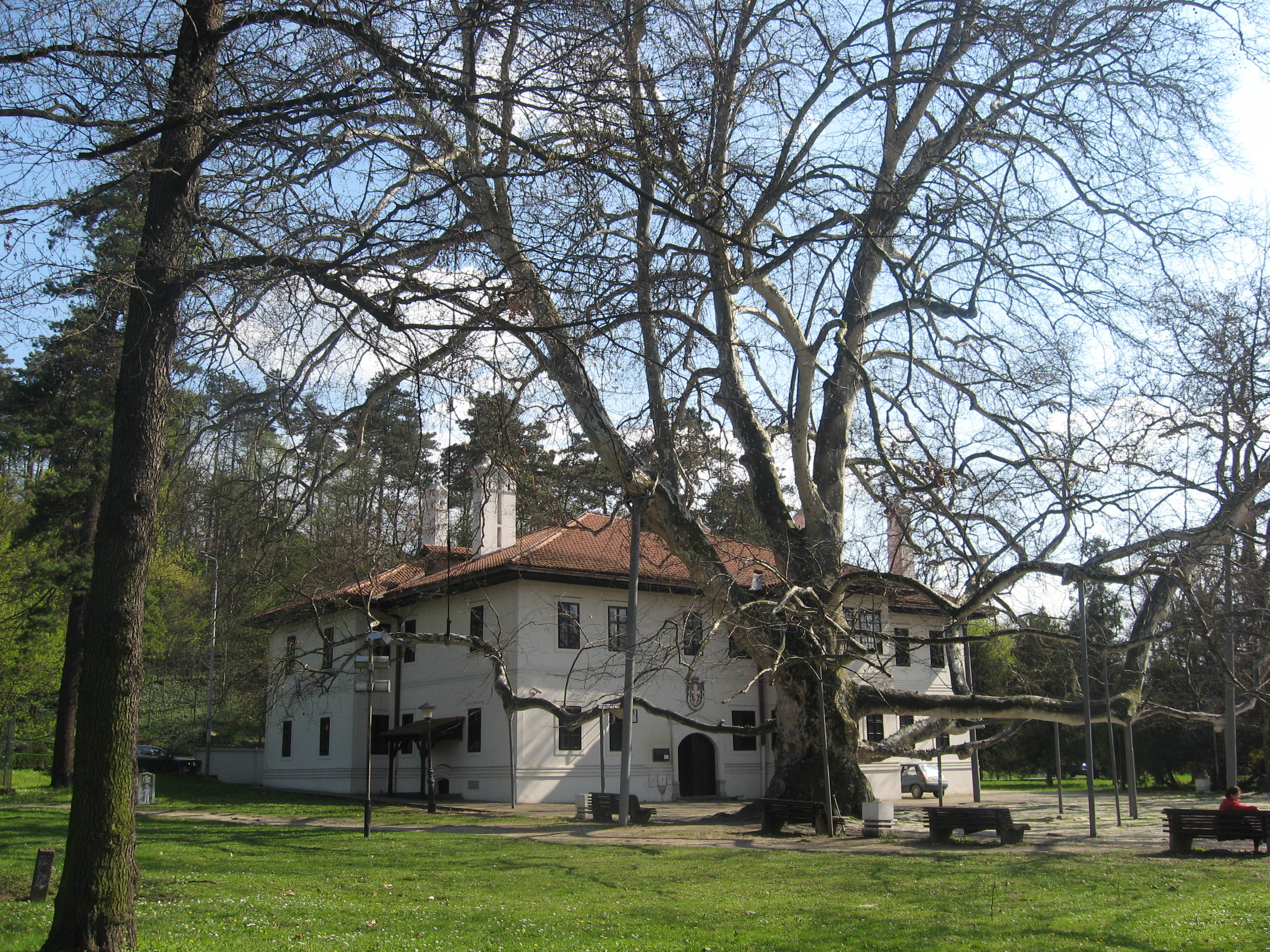
Le konak du prince Miloš

Le bâtiment le plus célèbre du parc est le konak du prince Miloš (konak Milošev), construit de 1831 à 1833 dans un style typiquement balkanique, mêlant des éléments orientaux et classicisants. Ce konak abrite aujourd'hui un musée consacré au premier soulèvement serbe contre les Ottomans.
À proximité de la résidence se trouve l'église Saint-Pierre et Saint-Paul, construite en 1832 à l'endroit où, vingt-huit ans plus tôt, le prince Miloš avait échappé à l'exécution préparée pour lui par son rival Karageorges. Cette église, qui a la forme d'une croix grecque, est ornée de deux clochers baroques.

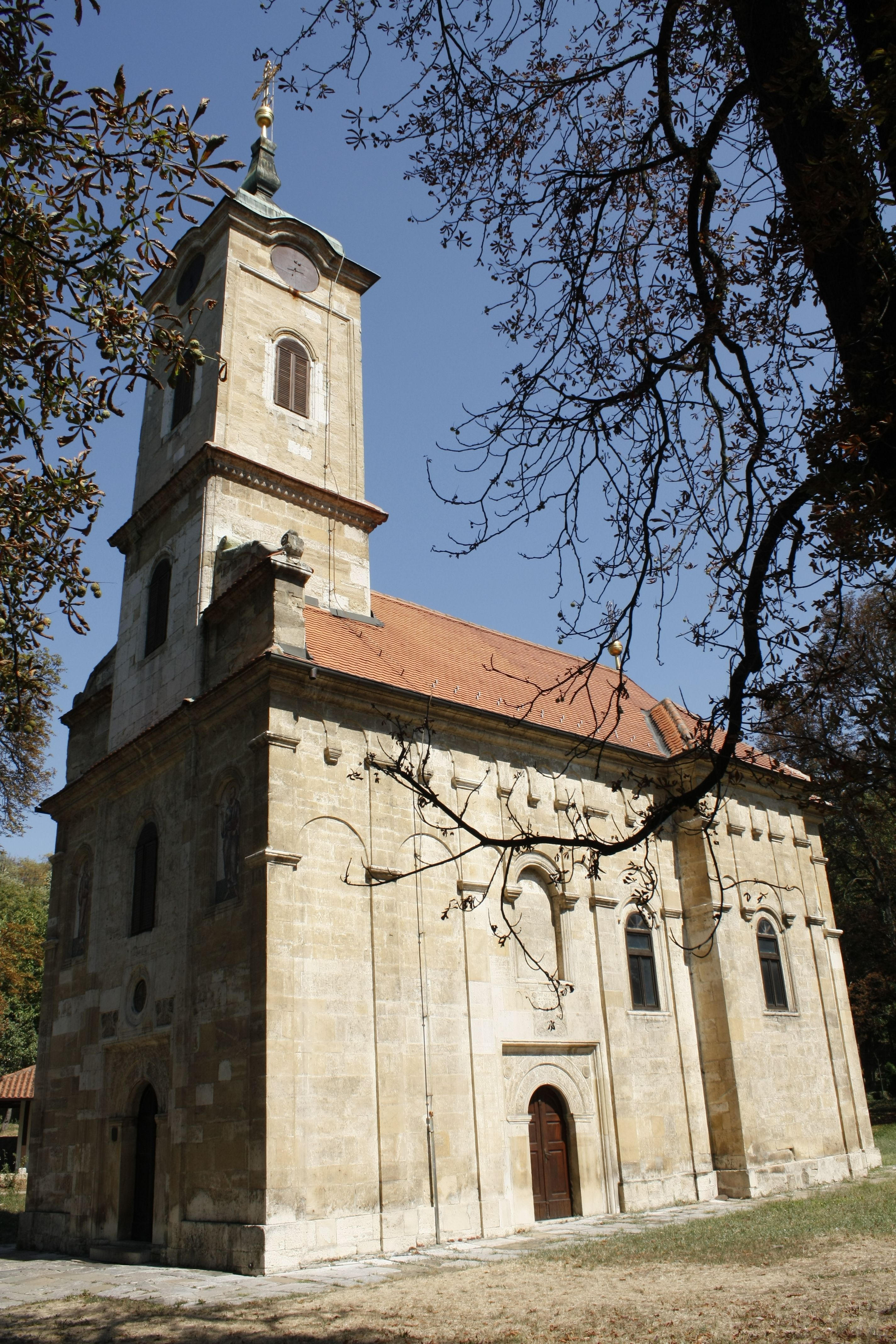
L'église Saint-Pierre et Saint-Paul

On peut aussi voir la pierre appelée binjektaš, la « pierre qui saute », que le prince Miloš avait l'habitude de sauter à cheval.
Le parc possède trois fontaines publiques et un obélisque en pierre érigé en 1859 ; cet obélisque fut un des premiers monuments publics de Belgrade. Un monument en bronze dédié au médecin et philanthrope suisse Archibald Reiss, œuvre de Marko Brežanin, a été érigé en 1931.

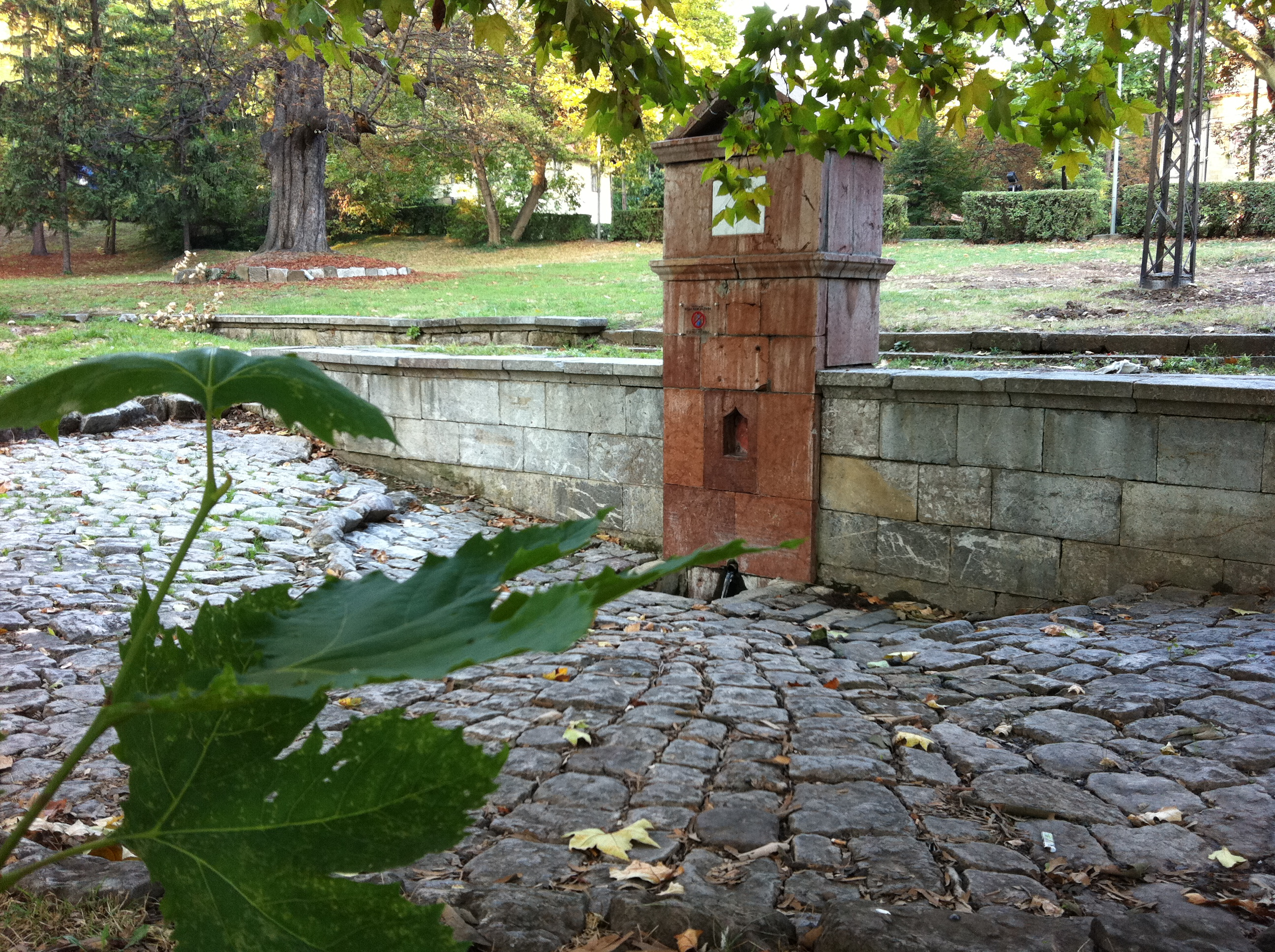
La fontaine du prince Miloš
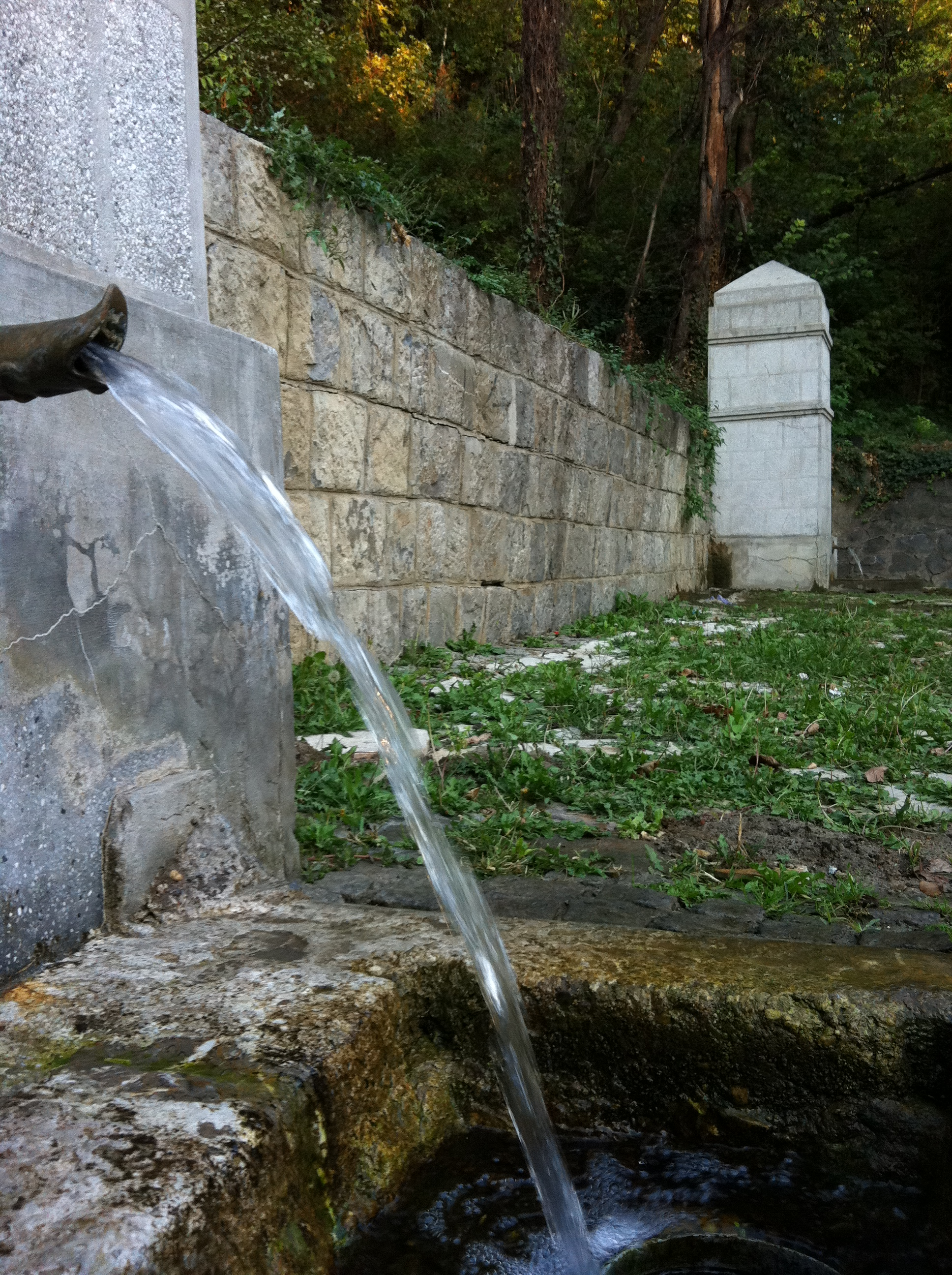
La fontaine de Vračar
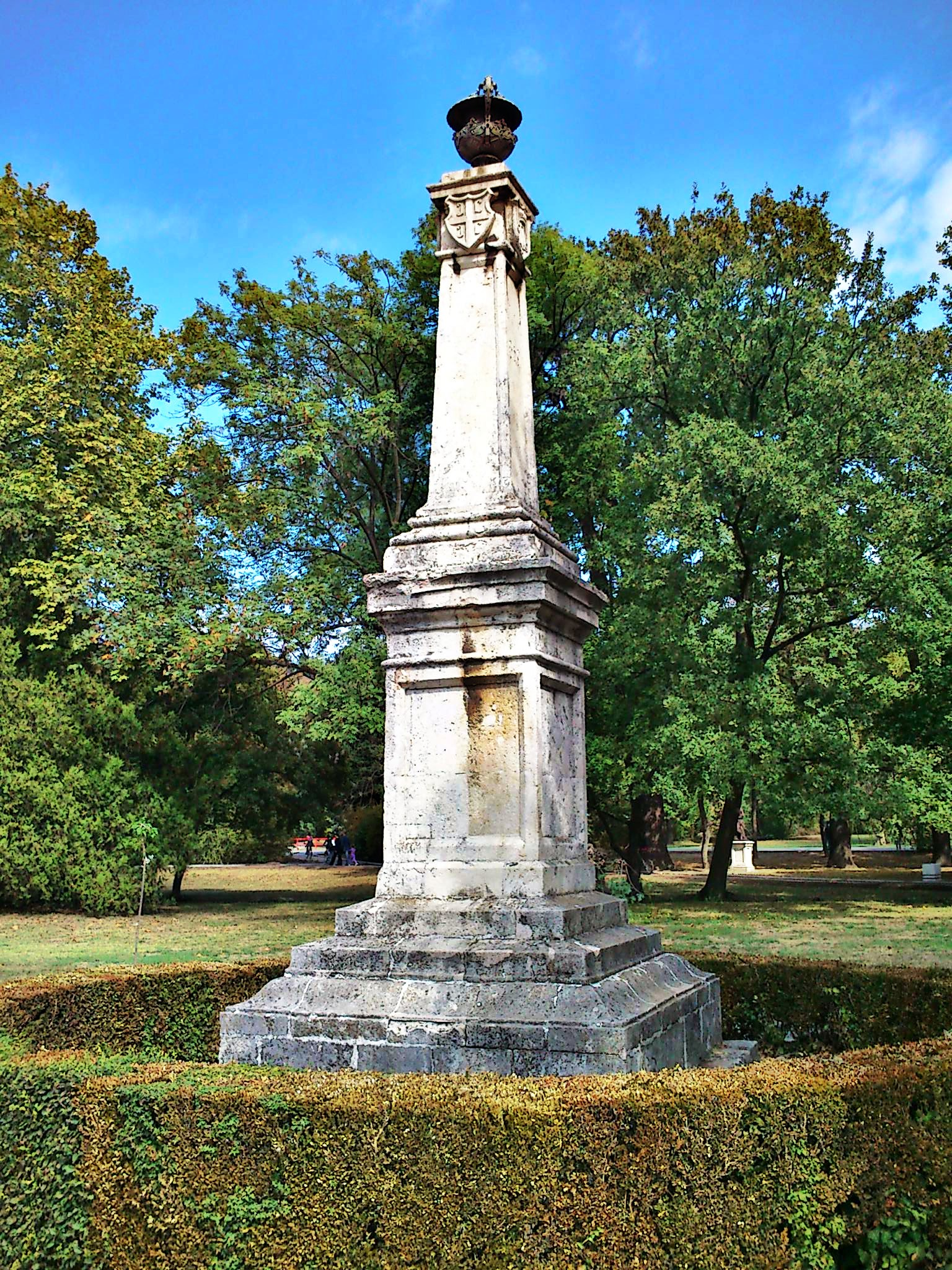
L'obélisque de Topčider
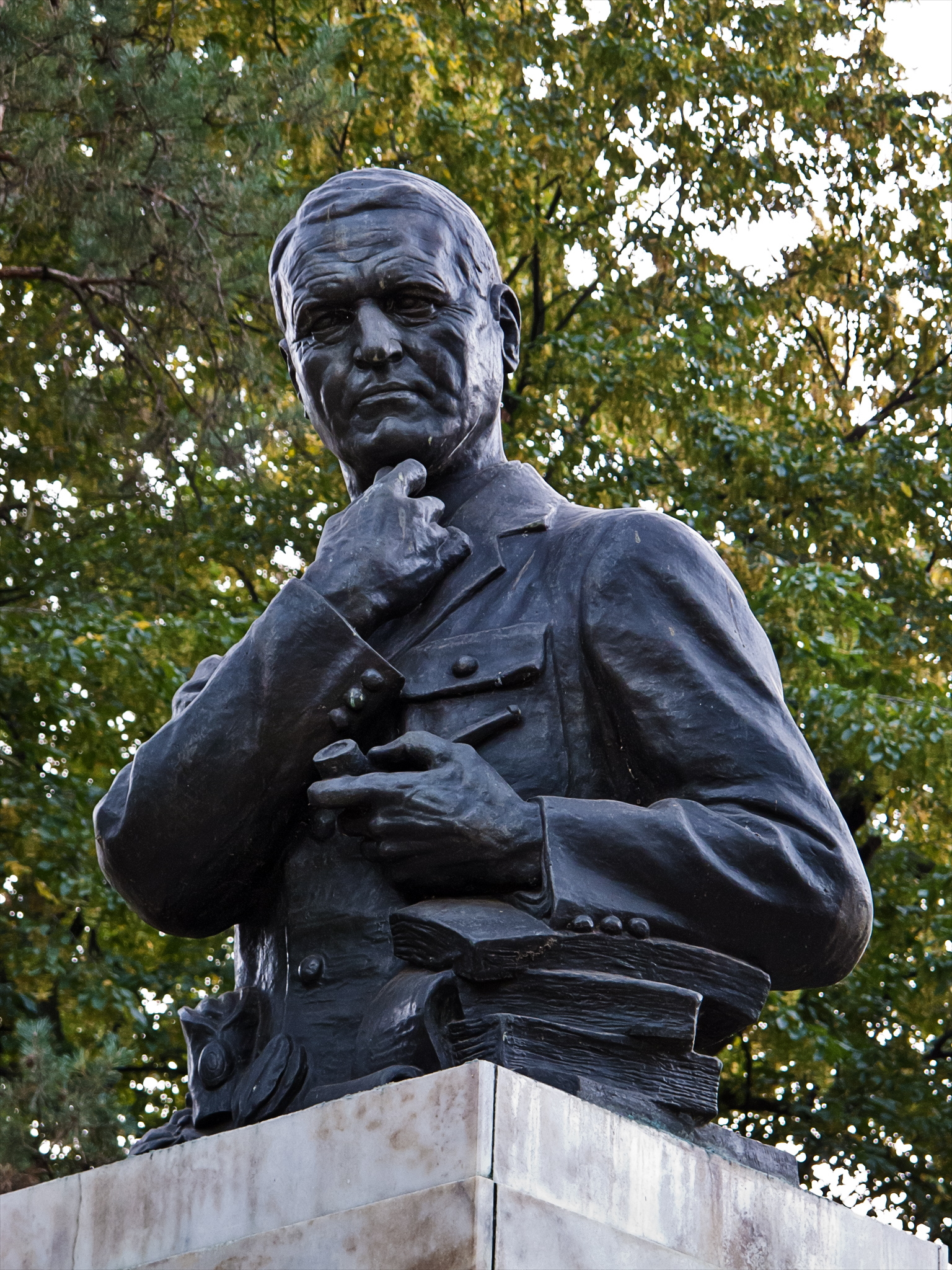
Le monument d'Archibald Reiss

### Autres curiosités
Au nord du quartier est situé le cimetière de Topčider, avec une église orthodoxe serbe dédiée à Saint Trifun. Le quartier abrite également la Monnaie (Zavod za izradu novčanica) de la Banque nationale de Serbie.
À l'ouest, à la limite avec Dedinje, se trouve le Beli dvor, le « palais blanc » de l'ancienne famille royale des Karađorđević ; il sert aujourd'hui de résidence au prétendant au trône Aleksandar Karađorđević et à sa famille.
Le vaste complexe militaire de Karaš, dans la rue Teodora Drajzera, a été construit à l'intérieur de la colline entre 1965 et 1980 ; il contient de nombreux baraquements et plusieurs kilomètres de passages souterrains.
C'est dans la station de Topčider que se trouvait la base opérationnelle du « Train bleu » de Josip Broz Tito.